# 亞瑟·馬欽
亞瑟·馬欽（英語：Arthur Machen，/ˈmækən/；1863年3月3日—1947年12月15日），或譯亚瑟·玛臣，是一位英國作家，他最有名的作品包含超自然小說、恐怖小說與奇幻小說。他在1890年發表的小說《大潘神》（The Great God Pan）被美國作家斯蒂芬·金認為「可能是史上最出色的英文恐怖小說」。

## 外部連結
- The Friends of Arthur Machen （页面存档备份，存于）  — Literary society with a long Machen biography and links
- 阿瑟·梅琴的作品  - 古騰堡計劃